# Цуяма (княжество)

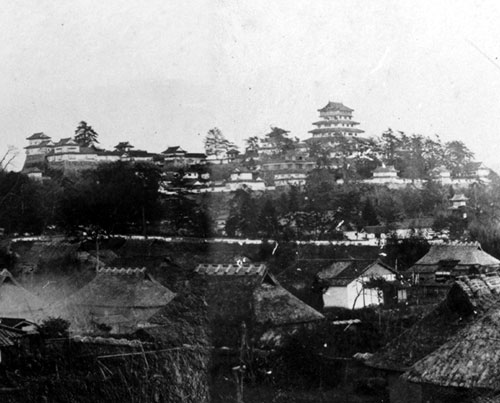
Замок Цуяма

Княжество Цуяма (яп. 津山藩 Цуяма-хан) — феодальное княжество (хан) в Японии периода Эдо (1603—1871), в провинции Мимасака региона Тюгоку на острове Хонсю (современная префектура Окаяма).

## Краткая история
Административный центр княжества: замок Цуяма в городе Цуяма (провинция Мимасака).
Доход хана:
- 1603-1697 годы — 186 500 коку риса
- 1697-1871 годы — 100 000 коку

В 1600 году после битвы при Сэкигахара феод Цуяма вошла в состав владений Кобаякавы Хидэаки. В 1602 году после смерти бездетного Хидэаки домен был конфискован сёгунатом.
В 1603 году Мори Тадамаса, младший брат Мори Ранмару, был переведён из Каванакадзима-хана в Цуяму-хан (провинция Мимасака) с доходом 186 500 коку риса. Первоначально княжество называлось Цуруяма, но после прихода к власти рода Мори оно стало известно как Цуяма. Мори Тадамаса руководил строительством замка и развитием своего удела.
В 1697 году род Мори был лишен Цуяма-хана, который в 1698 году перешел во владение Мацудайре Нобутоми, правнуку Юки Хидэясу, второго сына Токугава Иэясу. Род Мацудайра правил в княжестве до 1871 года.
Одним из наиболее известных даймё Цуяма-хана был Мацудайра Наритами, известный также как Мацудайра Какудо, сын одиннадцатого сёгуна Токугава Иэнари.
В 1871 году после ликвидации системы ханов в Японии Цуяма-хана был преобразован в префектуру Цуяма, которая затем была переименована в префектуру Ходзё, а позднее стала префектурой Окаяма.

## Правители княжества
- Мори, 1603—1697 (тодзама-даймё)

| № | Имя           | Имя    | Годы правления | Годы жизни  | Примечания                                 |
| - | ------------- | ------ | -------------- | ----------- | ------------------------------------------ |
| 1 | Мори Тадамаса | 森忠政 | 1603 — 1634    | 1570 — 1634 | Младший сын Мори Ёсинари                   |
| 2 | Мори Нагацугу | 森長継 | 1634 — 1674    | 1610 — 1698 | Приемный сын и наследник Мори Тадамасы     |
| 3 | Мори Нагатакэ | 森長武 | 1674 — 1686    | 1645 — 1696 | Третий сын Мори Нагацугу                   |
| 4 | Мори Наганари | 森長成 | 1686 — 1697    | 1671 — 1697 | Сын Мори Тадацугу, усыновлен Мори Нагатакэ |
| 5 | Мори Ацутоси  | 森衆利 | 1697 — 1697    | 1673 — 1705 | Сын Мори Нагацугу, усыновлен Мори Наганари |

- Мацудайра (ветвь Этидзэн), 1697—1871 (симпан-даймё)

| № | Имя                | Имя        | Годы правления | Годы жизни  | Примечания                                                                            |
| - | ------------------ | ---------- | -------------- | ----------- | ------------------------------------------------------------------------------------- |
| 1 | Мацудайра Нобутоми | 松平宣富   | 1698 — 1721    | 1680 — 1721 | Третий сын Мацудайры Хисанори                                                         |
| 2 | Мацудайра Асагоро  | 松平浅五郎 | 1721 — 1726    | 1716 — 1726 | Старший сын и преемник Мацудайры Нобутоми                                             |
| 3 | Мацудайра Нагахиро | 松平長熙   | 1726 — 1735    | 1720 — 1735 | Третий сын Мацудайры Тикакиё, двоюродный брат и преемник Мацудайры Асагоро            |
| 4 | Мацудайра Нагатака | 松平長孝   | 1735 — 1762    | 1725 — 1762 | Третий сын Мацудайры Нагахиро                                                         |
| 5 | Мацудайра Ясутика  | 松平康哉   | 1762 — 1794    | 1752 — 1794 | Старший сын Мацудайры Нагатаки                                                        |
| 6 | Мацудайра Ясухару  | 松平康乂   | 1795 — 1805    | 1786 — 1805 | Второй сын и преемник Мацудайры Ясутики                                               |
| 7 | Мацудайра Наритака | 松平斉孝   | 1805 — 1831    | 1788 — 1838 | Четвертый сын Мацудайры Ясутики                                                       |
| 8 | Мацудайра Наритами | 松平斉民   | 1831 — 1855    | 1814 — 1891 | Шестнадцатый сын одиннадцатого сёгуна Токугава Иэнари, усыновлен Мацудайрой Наритакой |
| 9 | Мацудайра Ёситоми  | 松平慶倫   | 1855 — 1871    | 1827 — 1871 | Четвертый сын 7-го даймё Мацудайры Наритаки                                           |